# SoftBank 831N
かんたん携帯 SoftBank 831N（かんたんけいたい ソフトバンク はち さん いち エヌ）は、日本電気（NEC）が開発、製造したソフトバンクモバイルの第3世代携帯電話（SoftBank 3G）
端末である。
ソフトバンクでは珍しく、発売後に「かんたん携帯」という名がこの端末につけられた。

## 特徴
NTTドコモのN-05Aの姉妹機種である。
メニューの全領域が拡大文字に対応。さらに、ピクト表示・機能メニュー・ソフトキーも拡大表示される。また、サブ画面も1.6インチと大きく、時計表示なども大きな文字で表示される。さらに、メインカメラのズーム機能を利用した「ケータイルーペ」を搭載しており、時刻表や新聞などの細かい文字を読む時にルーペ代わりに使用できる。
「ワンタッチオープン」を搭載しており、着信時に通話を開始したり、メールや不在着信があった時にはメール内容や相手先の情報を確認することができる（あらかじめ設定が必要）。また、大きなキーサイズ、でかバイブ（強力なバイブレーション）など使いやすさに配慮されている。
また、ソフトバンクモバイル初の緊急地震速報を知らせる機能のある端末である。しかし、発売から約1年半後に東日本大震災が発生するまで新たな対応機種は発売されず、問題視された。その後、スマートフォンが順次対応していったほか、事実上の後継機種であるSoftBank 840Nがアップデートにより対応した。

## 沿革
- 2009年9月18日 - 発売

## 注
1. ↑  携帯電話端末事業はNECモバイルコミュニケーションズに移管されたが、2016年2月29日をもってNECモバイルコミュニケーションズは携帯電話端末事業から実質的に撤退し、同年3月24日に解散した。